# Zwartbles

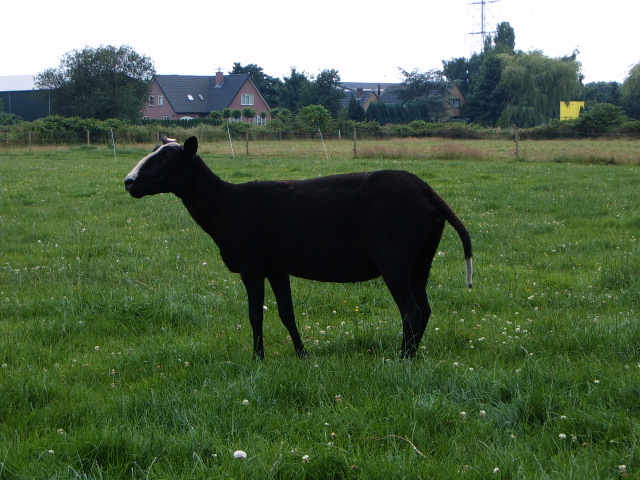
Een zwartbles, de wigvorm van het dier is duidelijk te zien

De zwartbles is een schapenras dat waarschijnlijk afstamt van het Schoonebeker heideschaap, dat vooral gehouden werd en wordt in Drenthe en Friesland. Onder de Schoonebeekers komen exemplaren voor met de voor de zwartbles karakteristieke witte bles. Door selectie is waarschijnlijk de zwartbles als apart type schaap ontstaan. Door de eerste zwartblesfokkers is gekruist met het melkschaap en de Texelaar. In 1975 waren er niet meer dan zo'n 500 zwartblessen, waarvan vele niet erg raszuiver. Sindsdien zijn meer fokkers het ras gaan waarderen vanwege de gebruikseigenschappen en het uiterlijk. Anno 2019 staan er ongeveer 2500 zwartblessen ingeschreven bij het Nederlands Zwartbles Schapenstamboek (NZS) en het stamboek van de vereniging Zwartbles-fokkersgroep.

## Type
De zwartbles is een groot, gespierd en stevig schaap. Het staat hoog op de poten, heeft een lange, bewolde staart, en is ongehoornd. De oren staan horizontaal. Het heeft een bruinzwarte vacht met op de kop een grote, witte bles. Vaak heeft een deel van de onderste helft van de (achter)poten ook wit en een wit puntje aan de staart. De wol is grof. Het schaap is vruchtbaar en werpt meestal een twee- of drieling. De bevalling gaat vrijwel altijd gemakkelijk. Dat een lam niet door het bekken van de ooi past komt zelden voor.
Bij ooien wordt gekeken naar een lichaamsbouw in wigvorm, met genoeg ruimte voor drie lammeren en voldoende ruimte voor de pens zodat ook in de laatste weken van de draagtijd voldoende voedsel kan worden opgenomen. Verder selecteert men voor het stamboek op houding, lengte, inhoud en een iets flauwe ruglijn. Ten slotte wordt veel waarde gehecht aan goede moedereigenschappen en sterke benen.